# 首藤剛志
首藤 剛志（しゅどう たけし、1949年8月18日 - 2010年10月29日）は、日本の脚本家、小説家。福岡県出身。主にアニメ関係の仕事を中心にしていた。日本脚本家連盟会員。
父は福岡県副知事、自治事務次官、地方財務協会会長などを務めた首藤堯。

## 人物
代表作にアニメ『宇宙戦士バルディオス』、『魔法のプリンセス ミンキーモモ』シリーズ、『ポケットモンスター』などがある。洒脱な台詞に定評があり、シリーズ構成を担当した作品における次回予告がユニークなことでも知られている。『ポケットモンスター』では、ロケット団の口上「なんだかんだと聞かれたら〜」という名フレーズを生み出した。脚本家としてのほか、舞台ミュージカル作家や小説家としても活動していた。
生まれは福岡県だが、父が国家公務員であったため幼少時には東京都・札幌市・奈良県などを転居し、土着性のない乾いた作風はそうした経験から来ていると本人は語っている。東京の渋谷区には小学5年時から居住し、アニメ『アイドル天使ようこそようこ』は渋谷を舞台にした。その後、神奈川県小田原市に転居し、以後の作品はほとんど小田原で執筆された。晩年は元の渋谷区に在住していた。

## 経歴
大学受験に失敗し、妹の買ってきた専門誌『シナリオ』を読んだことがきっかけで、予備校進学のための学資でシナリオ研究所へ入学する。そこで書いた脚本が認められ、1969年に19歳でテレビ時代劇『大江戸捜査網』の第45話「小判に秘めた恋」で脚本家としてデビューする。しかし、自身の納得のいかない脚本の直しに嫌気が差してしまい「やりたくもない人情物などはたくさんだ」と、シナリオを書くことを止めてしまう。その後は教育機器や冠婚葬祭関係のセールスマンをしながら、少女漫画の原作の手伝いやドラマのプロットなど、名前の出ない仕事をしながら時を過ごす。その後、セールスマンの仕事で貯蓄した金でヨーロッパを放浪し、その金を使い果たして帰国すると、知人である脚本家の宮内婦貴子からの紹介で、1976年11月にダックスインターナショナル制作のテレビアニメ『まんが世界昔ばなし』における「かしこいコヨーテ」で脚本家として復帰する。以後、ダックスでは『巴里のイザベル』や『まんがはじめて物語』から始まる一連のシリーズを長く手掛けた。
1980年代前半にはタツノコプロ作品も手掛けるが、本人の作家性が発露された出世作となったのは葦プロダクションで原案からシリーズ構成まで担当した『戦国魔神ゴーショーグン』と『魔法のプリンセス ミンキーモモ』である。両作の中心演出家だった湯山邦彦とは、1990年代に『ミンキーモモ』の続編や『ポケットモンスター』でも仕事を共にした。
1984年には第1回日本アニメ大賞における脚本賞を『まんがはじめて物語』・『魔法のプリンセス ミンキーモモ』・『さすがの猿飛』で受賞した。小説家としても活動し、代表作には『永遠のフィレーナ』シリーズがある。
晩年は『アニメスタイル』のウェブサイトにコラムを寄稿していたほか、長編作を準備中であった。本人が制作に関わった主要な作品における脚本などの資料は、かつて本人が居住していた神奈川県小田原市の小田原市立図書館へ寄贈されている。図書館の所蔵している資料の一部は小田原文学館に常設展示されている。
一方で、50歳を過ぎた辺りから頻繁に体調を崩し、入退院を繰り返すようになっていた。2010年10月28日、訪問先である奈良県奈良市のJR西日本奈良駅の喫煙所にてクモ膜下出血を起こして倒れ、救急搬送された後に緊急手術を受けたものの意識は回復せず、翌29日4時3分に死去した。61歳没。
2011年には東京都杉並区の杉並アニメーションミュージアムにて『追悼 脚本家 首藤剛志展』と題した追悼展覧会が開催されている。
2017年公開のアニメ映画『劇場版ポケットモンスター キミにきめた!』では、序盤の展開の基になったTVアニメ版第1話の脚本を手掛けたこともあり、一部脚本という形でスタッフロール掲載されている。

## 作品歴

### テレビアニメ

#### 葦プロダクション
- 宇宙戦士バルディオス（1980 - 1981年）※国際映画社との共同制作作品
- 戦国魔神ゴーショーグン（1981年）
- 魔法のプリンセス ミンキーモモ（1982 - 1983年、1991 - 1992年）
- アイドル天使ようこそようこ（1990 - 1991年）
- 獣装機攻ダンクーガノヴァ（2007年）

#### ダックス・インターナショナル
- 巴里のイザベル
- まんがはじめて物語
- まんがどうして物語
- まんがなるほど物語
- 新まんがなるほど物語
- まんがはじめて面白塾

#### タツノコプロ
- とんでも戦士ムテキング
- 黄金戦士ゴールドライタン
- ダッシュ勝平

#### その他
- ポケットモンスター（1997 - 2002年）※シリーズ構成は第158話、各話脚本は第245話で降板
  - ポケットモンスター ミュウツー! 我ハココニ在リ（2000年）
- 超くせになりそう
- さすがの猿飛
- 機動戦艦ナデシコ
- チックンタックン
- ストップ!! ひばりくん!
- タオタオ絵本館世界動物ばなし
- ビデオ戦士レザリオン
- 魔境伝説アクロバンチ
- まんが猿飛佐助
- 杜子春
- 科学救助隊テクノボイジャー 14話「天駆けるエアポート」原案

### 劇場版アニメ
- 銀河英雄伝説 わが征くは星の大海（1988年）
- 劇場版ポケットモンスターシリーズ
  - 劇場版ポケットモンスター ミュウツーの逆襲（1998年）
  - 劇場版ポケットモンスター 幻のポケモン ルギア爆誕（1999年）
  - 劇場版ポケットモンスター 結晶塔の帝王 ENTEI（2000年）※園田英樹と共同脚本
  - 劇場版ポケットモンスター キミにきめた!（2017年）※一部脚本
  - ミュウツーの逆襲 EVOLUTION（2019年）

### OVA
- 街角のメルヘン
- 戦国魔人ゴーショーグン 時の異邦人
- 魔法のプリンセス ミンキーモモ 夢の中の輪舞
- MINKY MOMO IN 夢にかける橋 ※面出明美との共同脚本
- MINKY MOMO IN 旅立ちの駅
- 永遠のフィレーナ
- 銀河英雄伝説
- コスモス・ピンクショック

### テレビドラマ
- 月曜ドラマランド 新・翔んだカップル
- GOGO! チアガール
- 愛 Love ナッキー

### 小説
- 永遠のフィレーナ 全9巻
- 戦国魔神ゴーショーグン シリーズ
  - 戦国魔神ゴーショーグン
  - その後の戦国魔神ゴーショーグン
  - またまた戦国魔神ゴーショーグン 狂気の檻
  - 4度戦国魔神ゴーショーグン 覚醒する密林
  - 戦国魔神ゴーショーグン 時の異邦人
  - はるか海原の源へ
  - 番外編 幕末豪将軍
  - 番外編2 美しき黄昏のパバーヌ
- 都立高校独立国
- バース または子どもの遊び
- 魔法のプリンセス ミンキーモモ
  - それからのモモ ※TVシリーズ第1作の後日談にあたる外伝作品
  - 夢の中の輪舞 ※OVA「夢の中の輪舞」のノベライズ
- ポケットモンスター The Animationシリーズ
  - 〈VOL.1〉旅立ち
  - 〈VOL.2〉仲間

### ドラマCD
- 「平安魔都からくり綺談綺譚」（株式会社アポロン）
  - 第1巻 序之章 火龍は吠えてるか!（1996年8月21日 AYCM-526）
  - 第2巻 破之章 京都は燃えているか?（1996年10月21日 AYCM-534）
  - 第3巻 急之章 満月は呼んでいるか〜竹姫昇天〜（1996年12月16日 AYCM-550）
- 「LIPs リップス・ザ・エージェント」1〜3巻（エアーズ （バンダイ・ミュージックエンタテインメント））
  - ドラマCD Vol.1 くちびるは危険の香り（1996年7月21日 AYCM-515）
  - ドラマCD Vol.2 ショーほど過激な商売はない（1996年8月21日 AYCM-528）
  - ドラマCD Vol.3 地球滅亡?!満期の日（1996年10月21日 AYCM-531）
- 「黄龍の耳」1〜6巻（バップ）
  - Vol.1（1995年6月1日 VPCG-84255）
  - Vol.2（1995年8月2日 VPCG-84256）
  - Vol.3　ガイアの雫編（1995年10月1日 VPCG-84257）
  - Vol.4　黒い馬ドラド編（1995年12月1日 VPCG-84258）
  - Vol.5　セシル編（1996年2月1日 VPCG-84259）
  - Vol.6　ムルロア死闘編（1996年4月1日 VPCG-84260）
- マクロス7
  - CDシネマ3 GALAXY SONG BATTLE 1
  - CDシネマ4 GALAXY SONG BATTLE 2
  - CDシネマ5 GALAXY SONG BATTLE 3
- ポケットモンスターシリーズ
  - サウンドピクチャーボックス ミュウツーの誕生（1999年）

### 楽曲
- モモとモモ（アニメ『魔法のプリンセス ミンキーモモ』（1991年版）挿入歌、作詞）
- ええだば音頭（アニメ『魔法のプリンセス ミンキーモモ』（1991年版）挿入歌、作詞）
- ロケット団よ永遠に（アニメ『ポケットモンスター』ロケット団イメージソング・挿入歌、作詞）